# 徐坦 (1957年)
徐坦（1957年—），出生于湖北武汉，中国藝術家。

## 生平
徐坦於湖北省武汉市出生，1989年毕业于广州美术学院油画系硕士学位研究生班。现時在广州和上海生活和工作。

## 個人展覽
- 1992年：中國廣州
- 1996年：美國佛蒙特州
- 1996年：丹麥哥本哈根

## 外部連結
- 世紀在線中國藝術網：徐坦